# Schmorsdorfer Linde

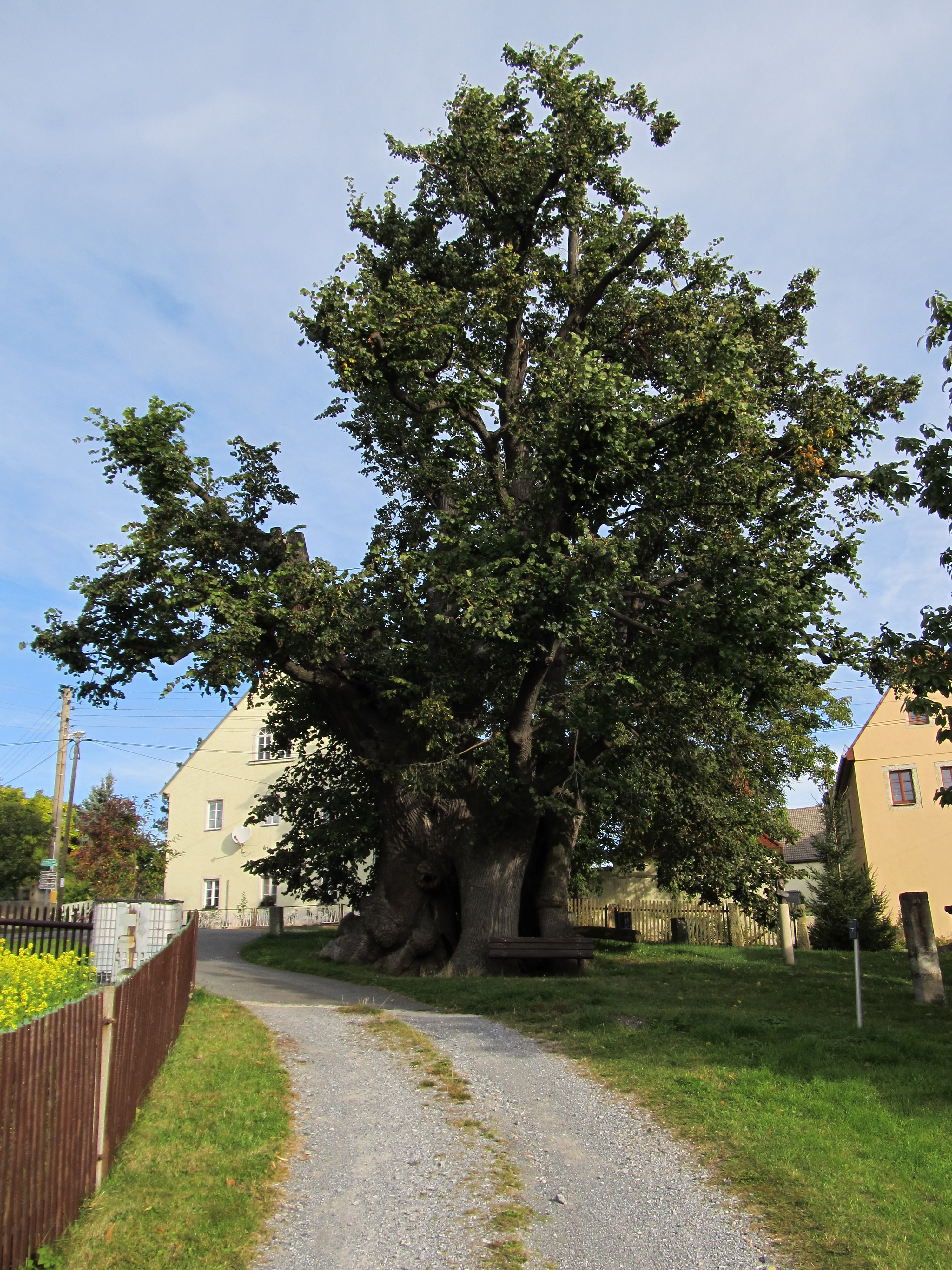
Ansicht von Süden

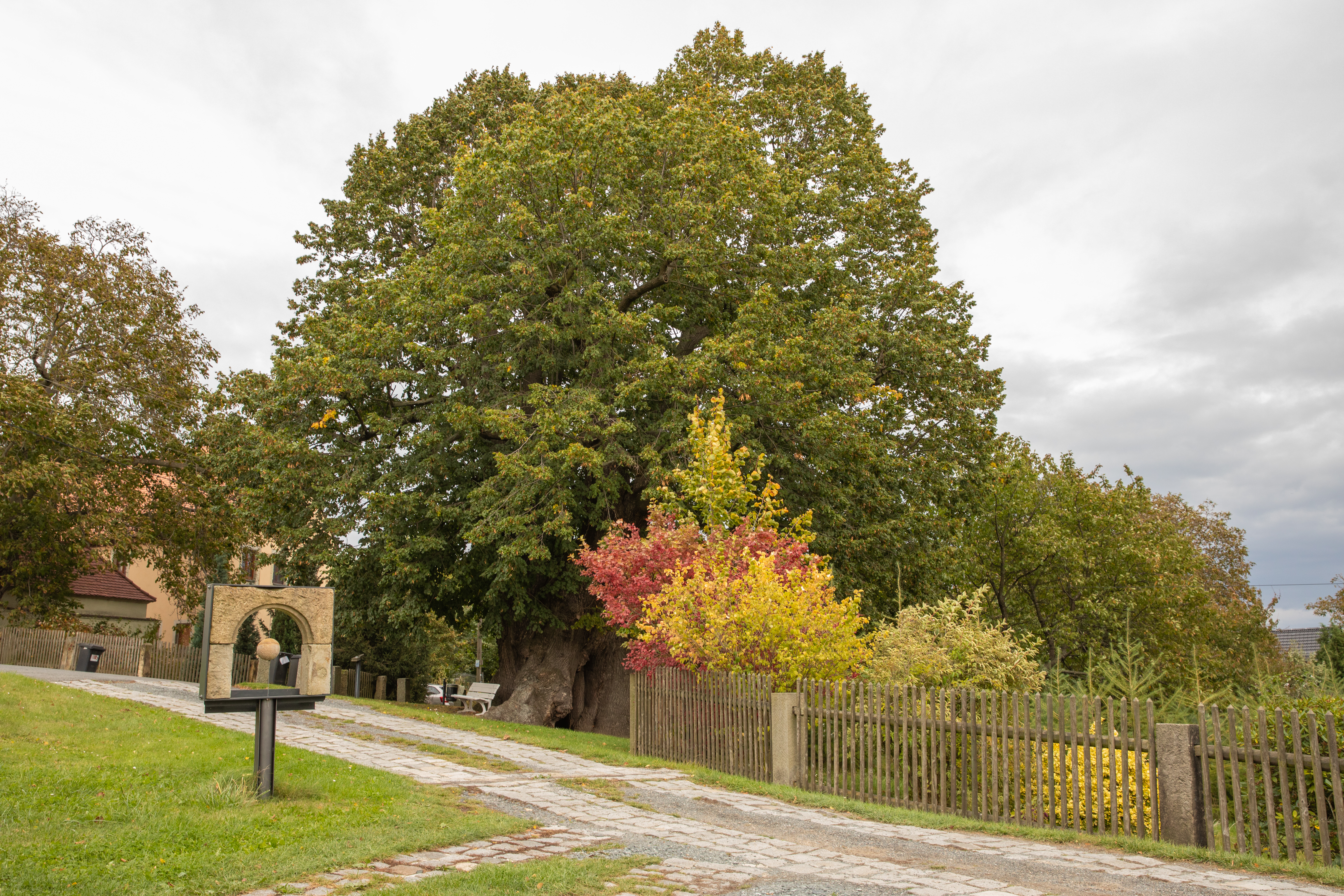
Schmorsdorfer Linde Oktober 2021

Die Schmorsdorfer Linde ist ein Naturdenkmal in der Ortsmitte von Schmorsdorf, einem Ortsteil von Müglitztal im Landkreis Sächsische Schweiz-Osterzgebirge in Sachsen. Diese Sommerlinde (Tilia platyphyllos) ist nach unterschiedlichen Schätzungen 400 bis 800 Jahre alt. Der Umfang ihres Stammes beträgt etwa 11 Meter, ihre Höhe etwa 24 Meter. Sie wurde um 1630 in der Zeit des Dreißigjährigen Krieges wegen ihrer Größe erstmals schriftlich erwähnt. Die Pianistin und Komponistin Clara Schumann suchte die Linde zwischen 1836 und 1849 mehrmals auf. Ihr zu Ehren trägt das neben dem Baum 2006 eröffnete, in Deutschland einzige Lindenmuseum deren Namen. Das „Deutsche Baumarchiv“ zählt die Linde zu den „National Bedeutsamen Bäumen (NBB)“, wobei der Stammumfang als wichtigstes Auswahlkriterium dient.
Am 27. September 2024 wurde sie von der Deutschen Dendrologischen Gesellschaft zum Nationalerbe-Baum ausgezeichnet.

## Lage
Die Linde markiert die Mitte des kleinen, als lockeres Rundplatzdorf entstandenen Ortsteils Schmorsdorf in der Nähe von Maxen. Sie befindet sich fünf Kilometer südlich der Stadtgrenze von Dresden auf einer Anhöhe des hügeligen Vorlandes des Osterzgebirges und steht auf einem leicht nach Süden geneigten Rasenstück etwa 305 Meter über Normalnull. In der Nähe des Stammes ist auf zwei Seiten eine Sitzbank angebracht. Die Linde ist auf drei Seiten von Wegen umgeben, auf der vierten Seite befindet sich das Lindenmuseum Clara Schumann. Neben dem Museum stehen drei alte Distanzsäulen (Lapidarien) und eine von dem Lungkwitzer Bildhauer Hans Kazzer im Jahr 2008 geschaffene Büste Clara Schumanns. Freileitungen und versiegelte Flächen sowie das Befahren des Wurzelraumes beeinträchtigen den Standort der Linde.

## Geschichte

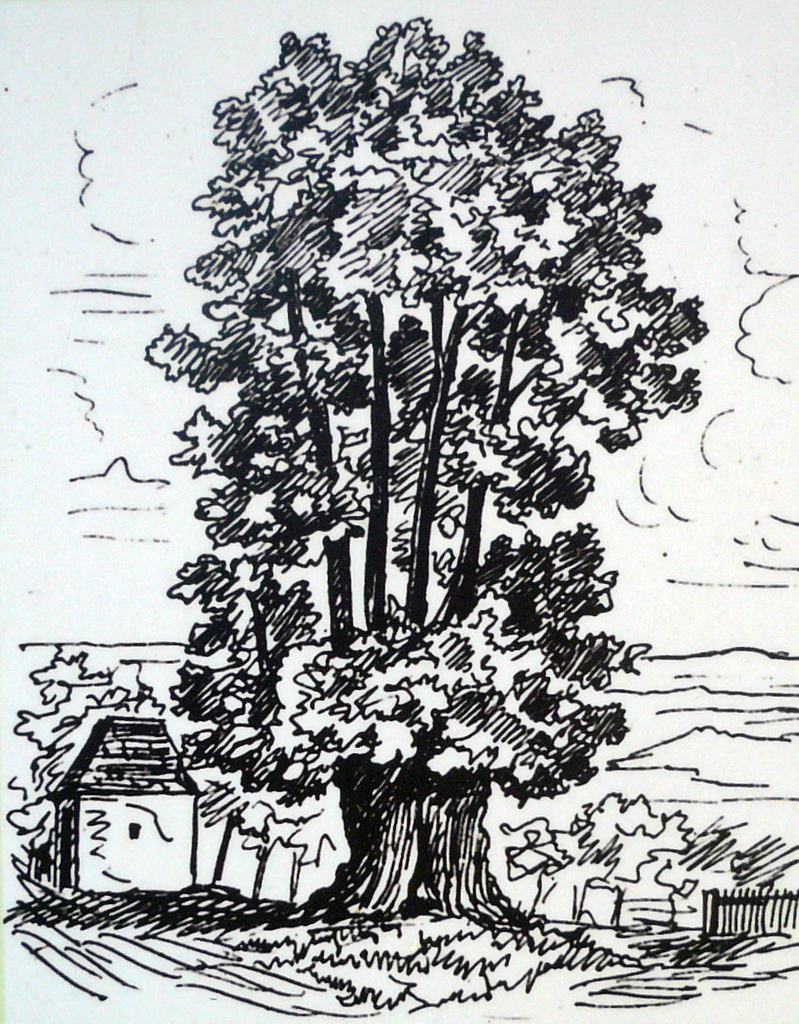
Linde in Bergblumen (1888)

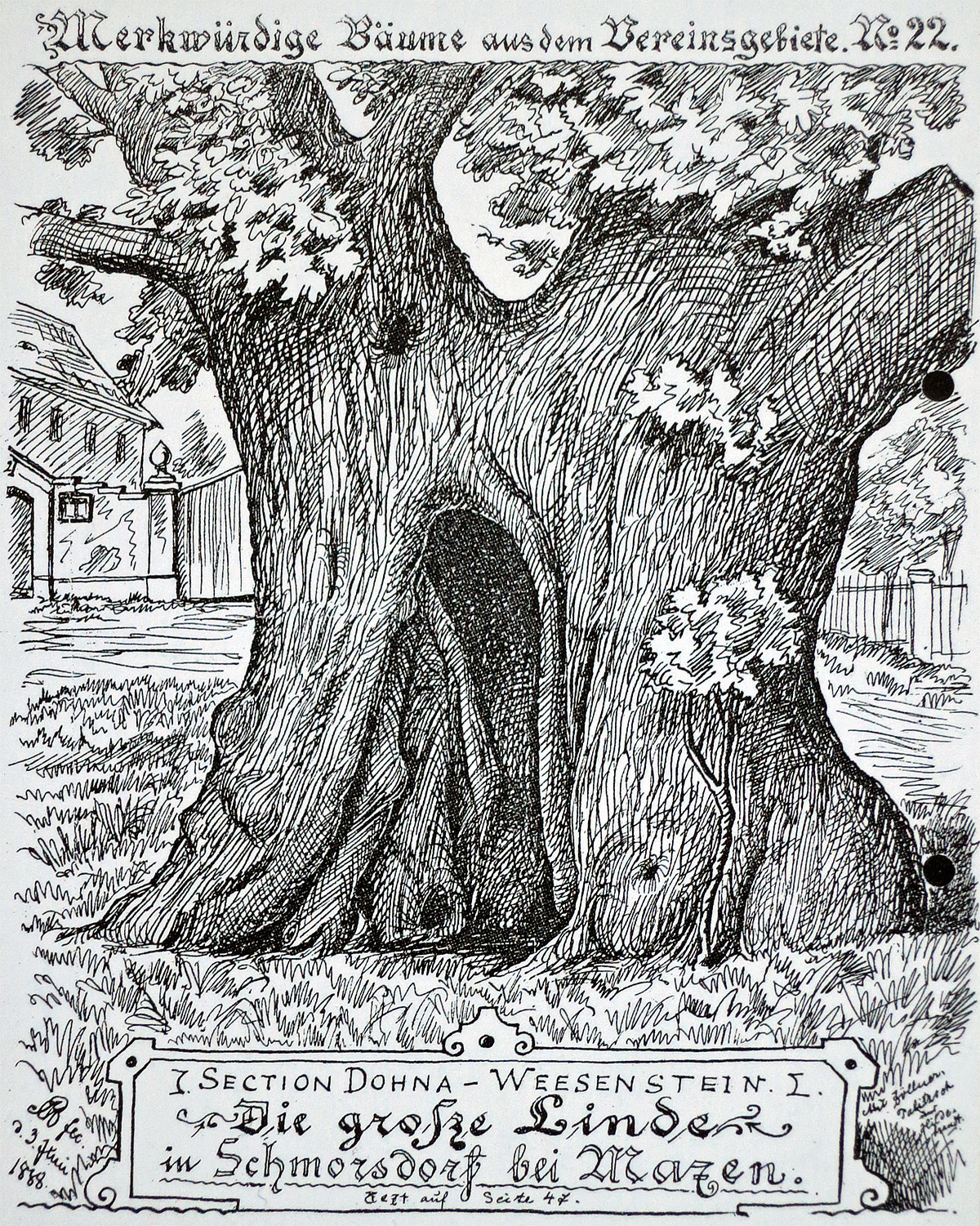
Linde in Bergblumen (1888)

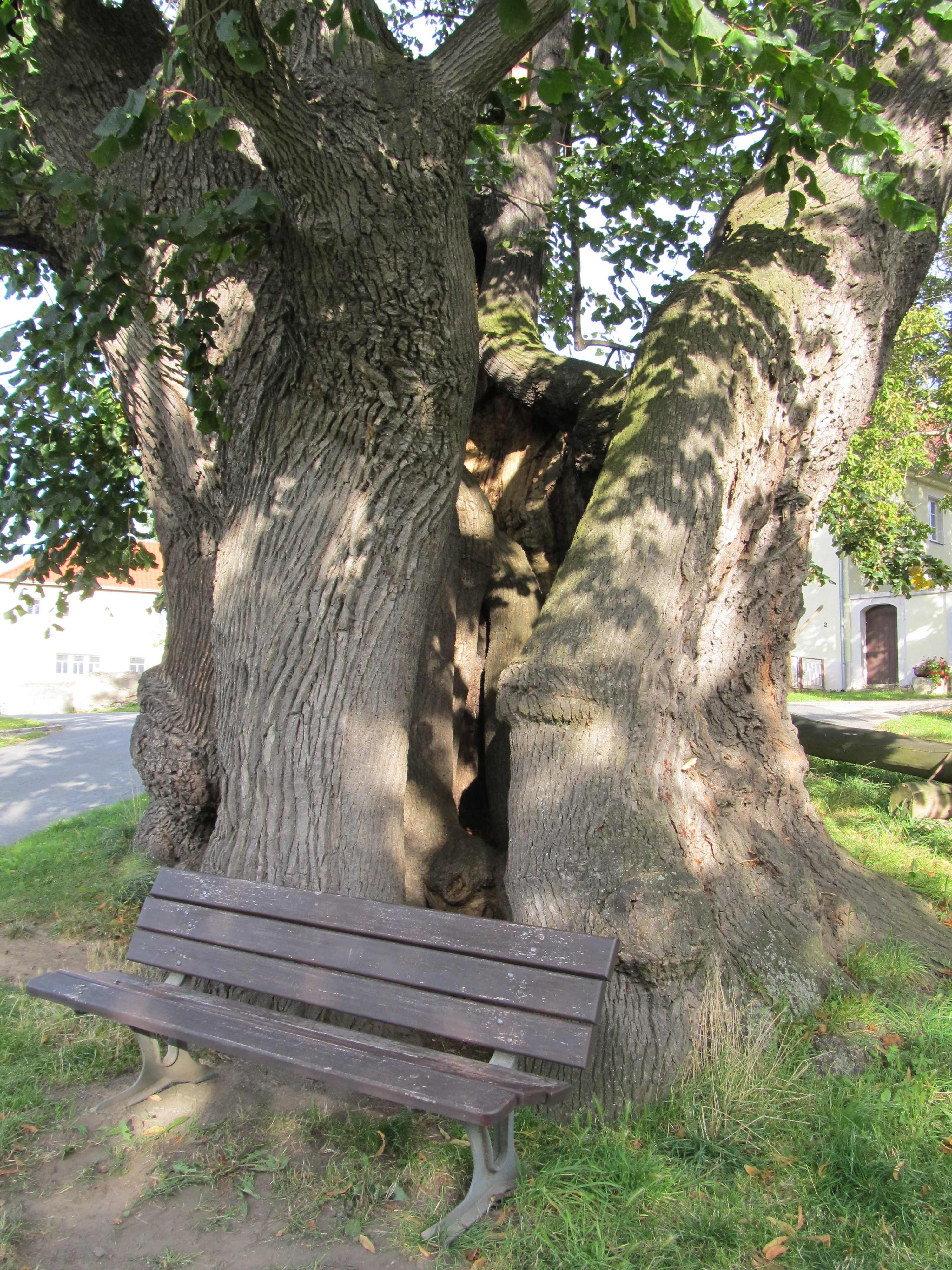
Geöffneter Stamm von Süden

Die Linde soll im Dreißigjährigen Krieg, in dem Truppen an ihr vorbeizogen, um 1630 in offiziellen Schriftstücken erstmals wegen ihrer Größe und Form erwähnt worden sein. Sie steht an einer ehemals wichtigen Verbindungsstraße nach Dresden, die Truppen im Siebenjährigen Krieg und zu Beginn des 19. Jahrhunderts napoleonische Krieger benutzten. Schmorsdorf erlangte im Siebenjährigen Krieg Bekanntheit beim Gefecht von Maxen, bei dem am 21. November 1759 Friedrich August von Finck, ein preußischer General, vom österreichischen Feldmarschall und Feldherrn Leopold Joseph von Daun gefangen genommen wurde. Das Maxener Schloss des preußischen Majors Johann Friedrich Anton von Serre, das er 1819 erworben hatte, war im 19. Jahrhundert ein beliebter Treffpunkt für Künstler aus verschiedenen Ländern, die bei seiner Ehefrau Friederike Serre verweilten. Die Pianistin und Komponistin Clara Schumann geborene Wieck hielt sich mit ihrem Mann Robert Schumann mehrmals zwischen 1836 und 1849 im Maxener Schloss auf. Von dort unternahm sie viele Fußmärsche rund um Maxen, unter anderem mehrmals nächtlich zur Schmorsdorfer Linde. In ihrem Tagebuch schrieb sie, dass dort nachts eine Frau umgehen soll.
Am 9. August 1873 brach in einem Gutshaus der Ortschaft ein Feuer aus. Durch sturmartigen Wind breitete es sich auf benachbarte Häuser aus. Wie sich später herausstellte, handelte es sich um die Brandstiftung eines kleinen Jungen. Bei diesem Schadfeuer, bei dem kein Menschenleben zu beklagen war, aber einiges Vieh verendete, erlitt auch die Linde großen Schaden. Am 21. Januar 1884 brachen bei einem Sturm von der noch vom Feuer geschwächten Linde mehrere große Äste heraus. Am 3. Februar beschloss der Gemeindevorstand, vier gesunde Hölzer davon für 50 Pfennig pro Kubikfuß oder 22 Mark pro Festmeter an einen Holzhändler zu verkaufen. Das nicht verwendbare Bruchholz wurde am 4. Februar als Brennholz versteigert. Die Äste der Krone hatte eine schwere Schiffskette zusammengehalten, die nach dem Sturmereignis verkauft wurde. Die Linde soll vor dem Sturm 44 Meter hoch gewesen sein. Gemessen wurde sie von Hermann Schneider. Nach einem Teil der Literatur soll dem Sturm 1884 im gleichen Jahr das Schadfeuer, das das halbe Dorf zerstörte, vorausgegangen sein. Von einem weiteren Feuer im Jahr 1873 wird dort nichts berichtet. Es gibt jedoch eine Gedenktafel, die 1874 an einem wiederaufgebauten Gebäude angebracht wurde: Gedenke an den 9. August 1873. Wo der Flammen Gluth, Verzehrte Hab und Gut. Durch Gottes Beistand in Gnade erb. C.F.A. Sänger 1874 In der Zeitschrift des Geschichtsvereins Dresden des Jahrgangs 1888 wurde die Höhe der Linde mit 30 Metern angegeben. Am Boden hatte der Stamm einen Umfang von 15,25 und auf 1,5 Metern Höhe von 10 Metern. Die Linde wird dort als alter Baum beschrieben, der vom Blitz getroffen ausbrannte, aber dennoch vital blieb. Ebenfalls im Jahr 1888 wurde die Linde für die Bergblumen, die illustrierten Blätter der Sektion Strehlen des 1877 gegründeten Gebirgsvereins für die sächsisch-böhmische Schweiz, gezeichnet. Im Jahr 1892 wurde in der Zeitschrift Die Gartenlaube in der Reihe Deutschlands merkwürdige Bäume berichtet:

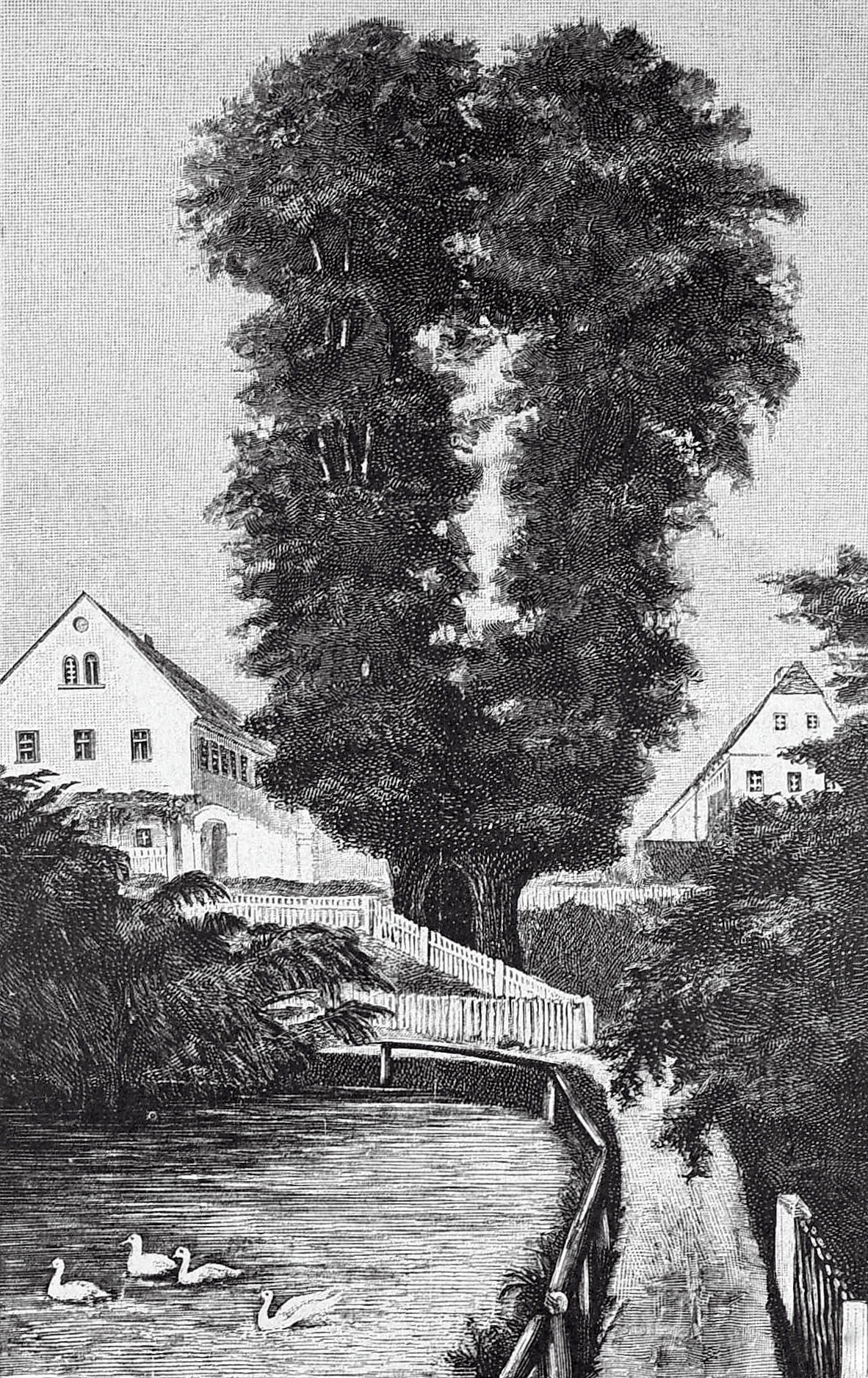
Linde in Die Gartenlaube (1892)

„[…] Eine altersgraue Linde ist es, welche diesmal unser Bild aus der Reihe von Deutschlands merkwürdigen Bäume heraushebt. – Südlich vom Elbthal, zwischen Dresden und der Sächsischen Schweiz, liegen an der Grenze des Erzgebirges die Dörfer Schmorsdorf und Maxen, bekannt durch ein Gefecht im Siebenjährigen Krieg, in welchem der Oesterreicher Daun am 21. September 1759 den preußischen General Fink gefangen nahm. Eine Anhöhe zwischen beiden Dörfern heißt noch heute der ‚Finkenfang‘. Es ist überhaupt ein geschichtlich denkwürdiger Boden, den wir da vor uns haben; er hat bis heute noch Reste der einstigen wendischen Besiedelung durch die ‚Sorbenwenden‘ aufzuweisen. Den Namen Schmorsdorf selbst leiten manche Sprachforscher ab von dem wendischen Wort ‚smorden‘ in der Bedeutung ‚Dreschfröner‘. Bei Schmorsdorf also steht die Linde, die durch ihre eigenartige Form auffällt. Ihr Alter lässt sich nicht genau bestimmen, es reicht jedenfalls in wendische Zeit hinauf. Ihr Wuchs ist gewaltig, der Hauptstamm, an der schwächsten Stelle 9 Meter im Umfang messend, erhebt sich 5 Meter über die Erde und theilt sich dann in eine Reihe von Aesten, welche bis zu einer Höhe von 40 Metern in die Lüfte ragen. Im hohlen Innenraum des Stammes haben 12 bis 15 Personen Platz, und nach der Ueberlieferung sollen früher die Versammlungen des Gemeindegerichts darin stattgefunden haben. Leider hat die Linde im Jahre 1884 unter einem Schadenfeuer gelitten, welches das halbe Dorf zerstörte; und darauf hat ein Sturmwind von den sieben Kielen die drei am schwersten mitgenommenen abgerissen. Jedoch verjüngt sich der Baum durch Nachwuchs, der hoffentlich diesen Riesen aus vergangenen Jahrhunderten für die Bewunderung auch späterer Geschlechter aufrecht hält.“

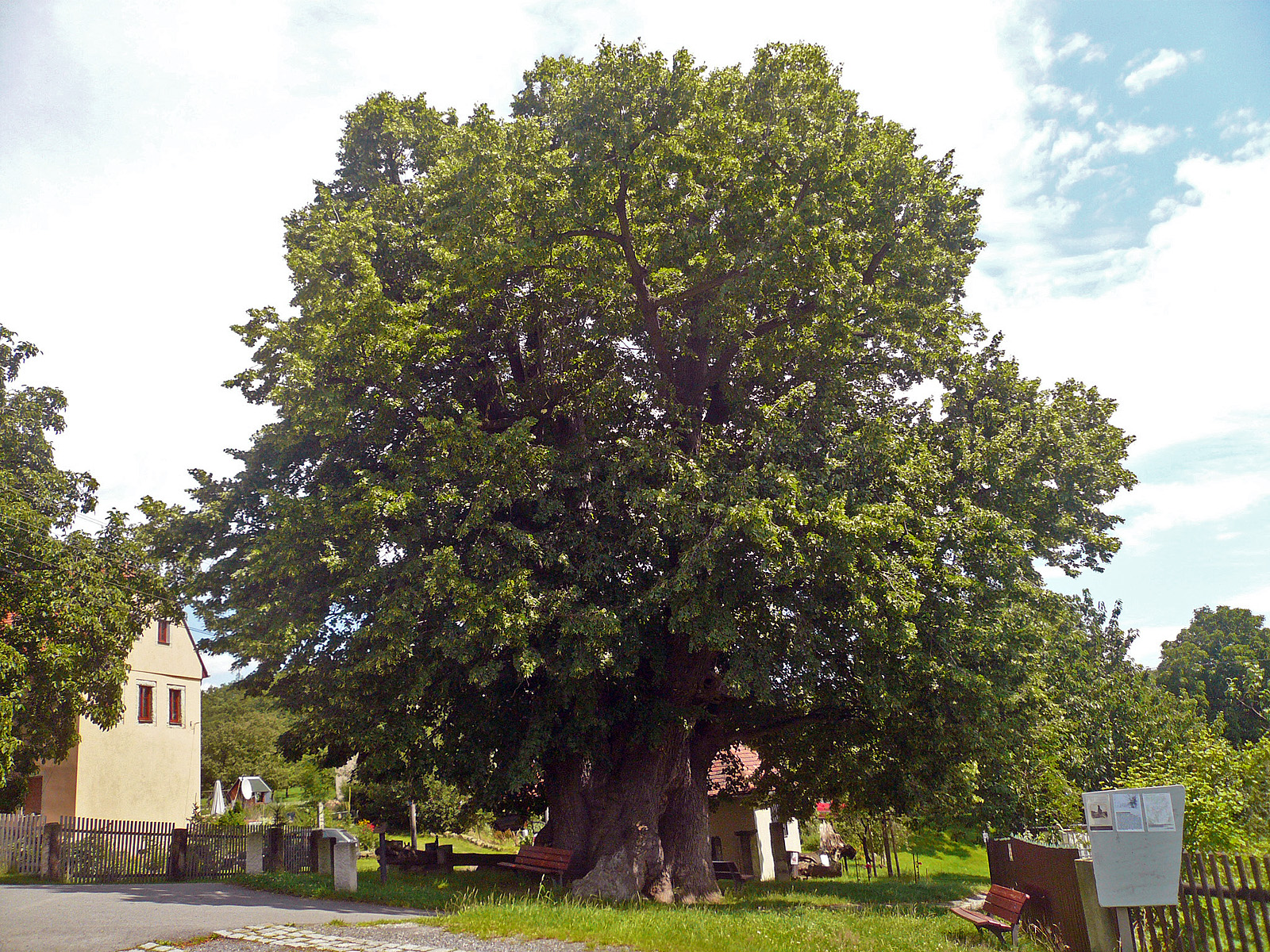
Ansicht von Norden

In der Zeitschrift wird ein Bild der Linde gezeigt, das nach einer Fotografie von  Theodor Kirsten in Dresden entstand. Im Heimatmuseum von Maxen gibt es ein kunstvoll in Öl gemaltes Bild, das auf der gleichen Fotografie basiert. Die Abbildung soll die Linde vor dem Sturmereignis des Jahres 1884 zeigen. Ein Teil der Literatur beschreibt jedoch die Abbildung als den Zustand der Linde nach dem Ereignis von 1884. Auf einem Foto, das um 1900 entstand, ist zu sehen, dass eine Hälfte der Krone aus kürzeren, jungen Ästen bestand. In der Zeitschrift des Gebirgsvereins Über Berg und Tal wurde berichtet, dass am 7. Mai 1911 40 Interessierte des Vereins für sächsische Geschichte von Malter über Reinhardtsgrimma und Maxen an der Schmorsdorfer Linde vorbei nach Ploschwitz zogen.
Die Linde wurde am 31. Juli 1939 nach dem Reichsnaturschutzgesetz (RNG) per Verordnung der Bezirksregierung Dresden-Bautzen als Naturdenkmal ausgewiesen. Gegen Ende des Zweiten Weltkriegs zogen sowjetische Truppen an der Linde vorbei. Bei einem schweren Gewittersturm am 24. Juli 1957 brach ein horizontal ausladender Ast, der als Badewanne bezeichnet wurde und nach Süden zeigte, aus. Dieser Ast hatte eine große ausgehöhlte Stelle, in der sich das Regenwasser sammelte und langsam heraustropfte. Kinder kletterten auf den Baum und badeten darin. Der Aststumpf hat eine Bruchstelle hinterlassen, die wie ein Baumgesicht aussieht. Die Linde wurde noch zwei weitere Male als Naturdenkmal ausgewiesen, am 11. Oktober 1979 durch Beschluss des Rates des Kreises (RdK) Pirna mit der Nummer 75-12/79 und am 12. Mai 1988 mit der Nummer 1129-115/88. Im Jahr 1991 führten Experten eine Kronensicherung mit Drahtseilen und eine Rindenpflege durch. Über dem Wurzelbereich wurde ein Kiespolster aufgebracht, um die Linde besser zu versorgen und eine Drainage eingebaut. Die Kosten für die Sanierung beliefen sich auf 8000 Mark. Im Jahr 1993 begutachteten Vertreter des Forstamtes und der Schutzgemeinschaft Deutscher Wald die Linde. Dabei ermittelten sie einen Kronendurchmesser von 21 Metern und schätzten das Alter auf ungefähr 600 Jahre. Teile der Baumkrone wurden im Jahr 1997 eingekürzt. Im Jahr 2000 wurde die Stahlsicherung der Krone aus dem Jahre 1991, die sich als zu starr erwiesen hatte, durch ein flexibles Gurtsystem ersetzt. Die Kosten dafür betrugen 2760 Mark. Um einen Bruch der zu groß gewordenen Krone zu vermeiden, wurde sie im Jahr 2004 erneut eingekürzt. Die Linde wird im Auftrag des Landratsamtes alle zwei Jahre auf Beeinträchtigungen untersucht. Seit dem Jahre 2006 befindet sich in direkter Nachbarschaft das Lindenmuseum Clara Schumann.

## Beschreibung

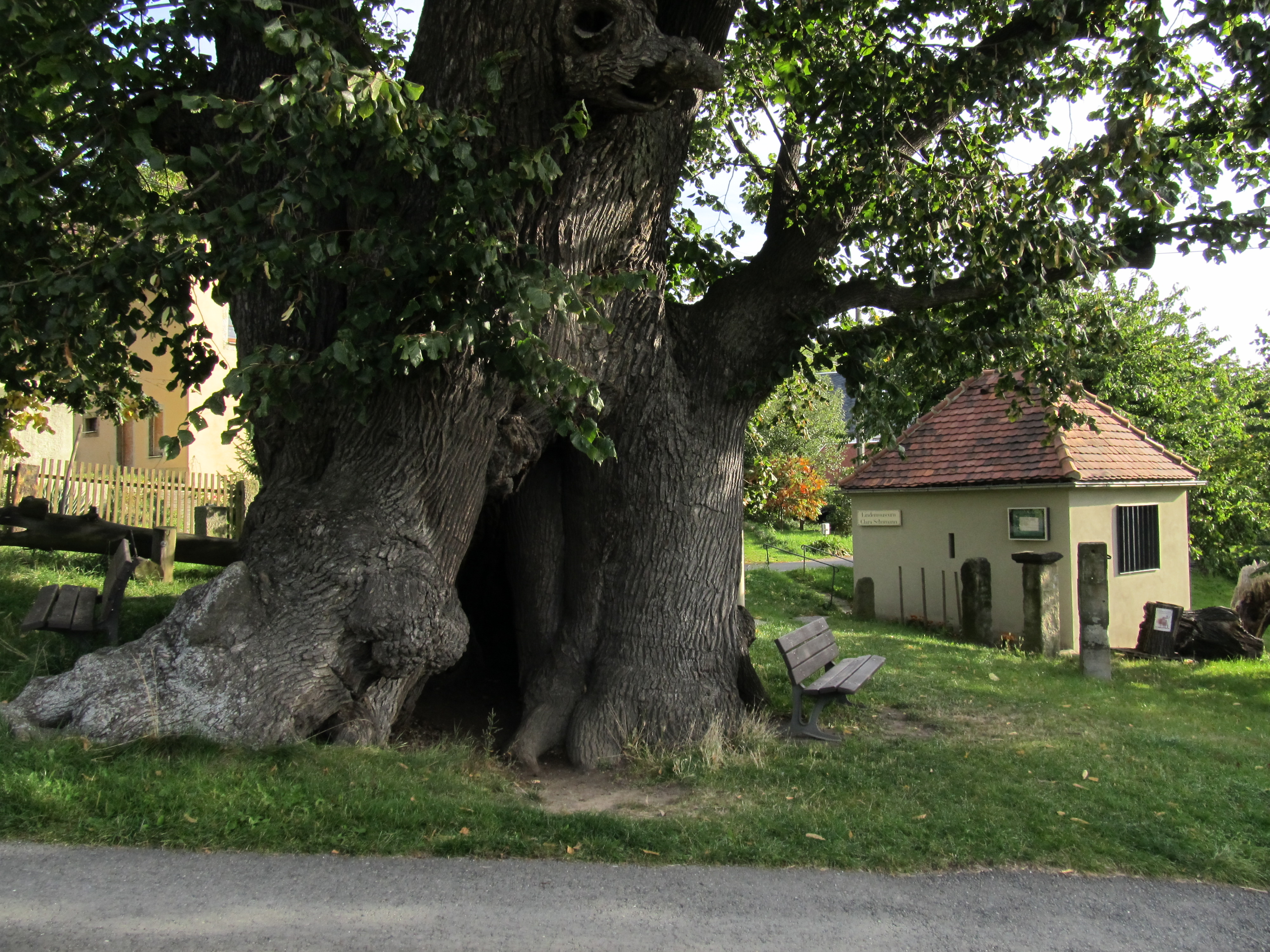
Stammansicht und Museum

Die Linde ist etwa 24 Meter hoch bei einem Kronendurchmesser von etwa 20 Metern. Bevor sie einen Teil ihrer Krone bei einem Sturm 1884 verlor, war sie 44 Meter hoch. Der Stamm hat auf einer Seite zwei torähnliche Öffnungen. Sie führen zu zwei miteinander verbundenen Hohlräumen, in denen bis zu 15 Personen Platz haben. Dort haben sich Adventivstämme gebildet, die Teile der Krone mit Nährstoffen versorgen. Die Innenwände der Stammhöhlung sind mit neuer Rinde überwallt – eine Fähigkeit, die nur Linden besitzen. Die Stammhöhle setzt sich in sieben Einzelstämmen fort. Auf einer Höhe von vier Metern bilden große Äste trotz der Schäden am Ende des 19. Jahrhunderts eine harmonische dichtbelaubte Krone. Die starken Äste der Krone sind mit einem flexiblen Gurtsystem miteinander verbunden, um einem Ausbrechen von Ästen entgegenzuwirken. Die dynamische Sicherung lässt eine natürliche Kronenbewegung zu und bremst starke Bewegungen sanft.

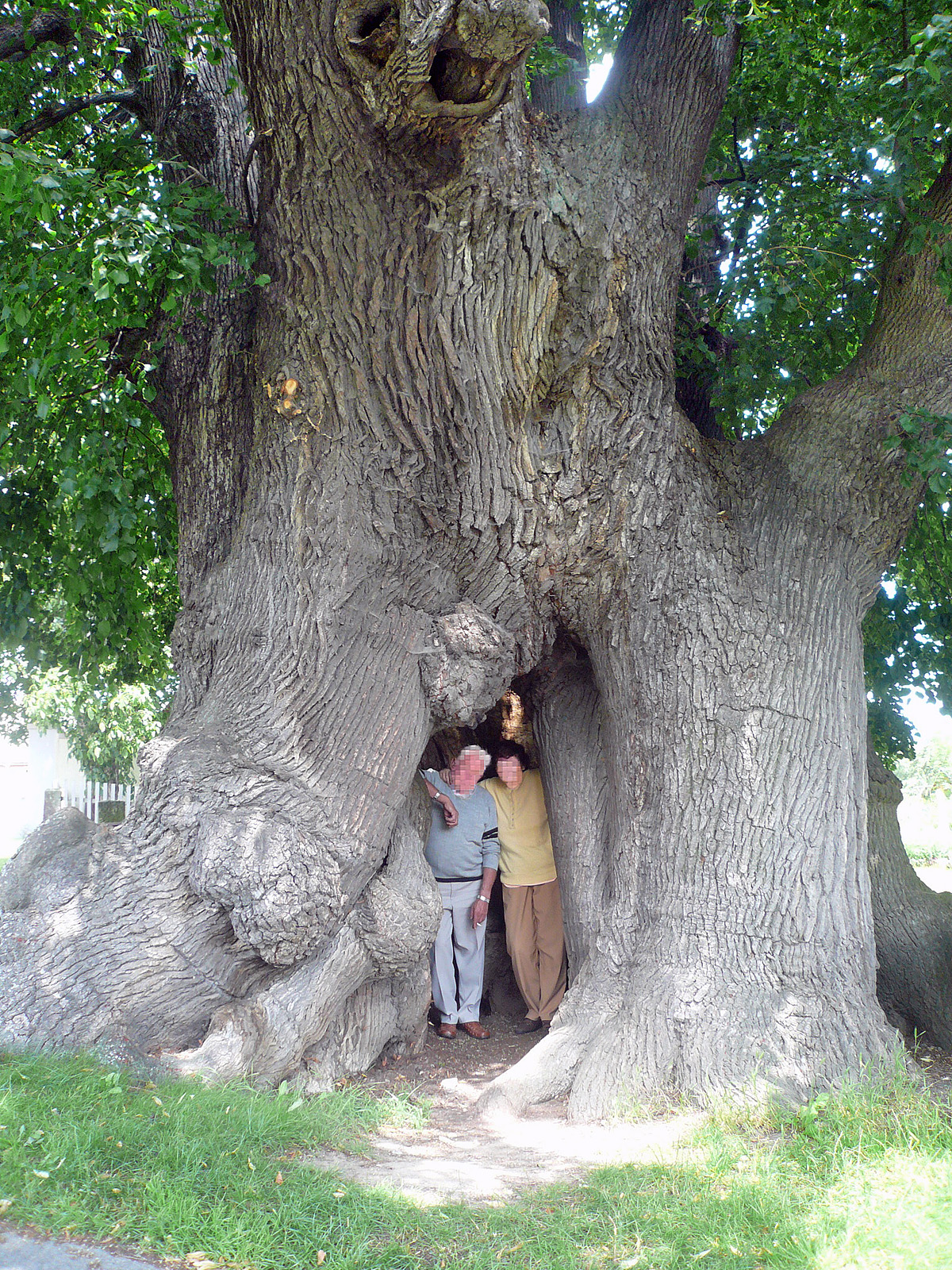
Stammansicht mit zwei Personen im Hohlraum

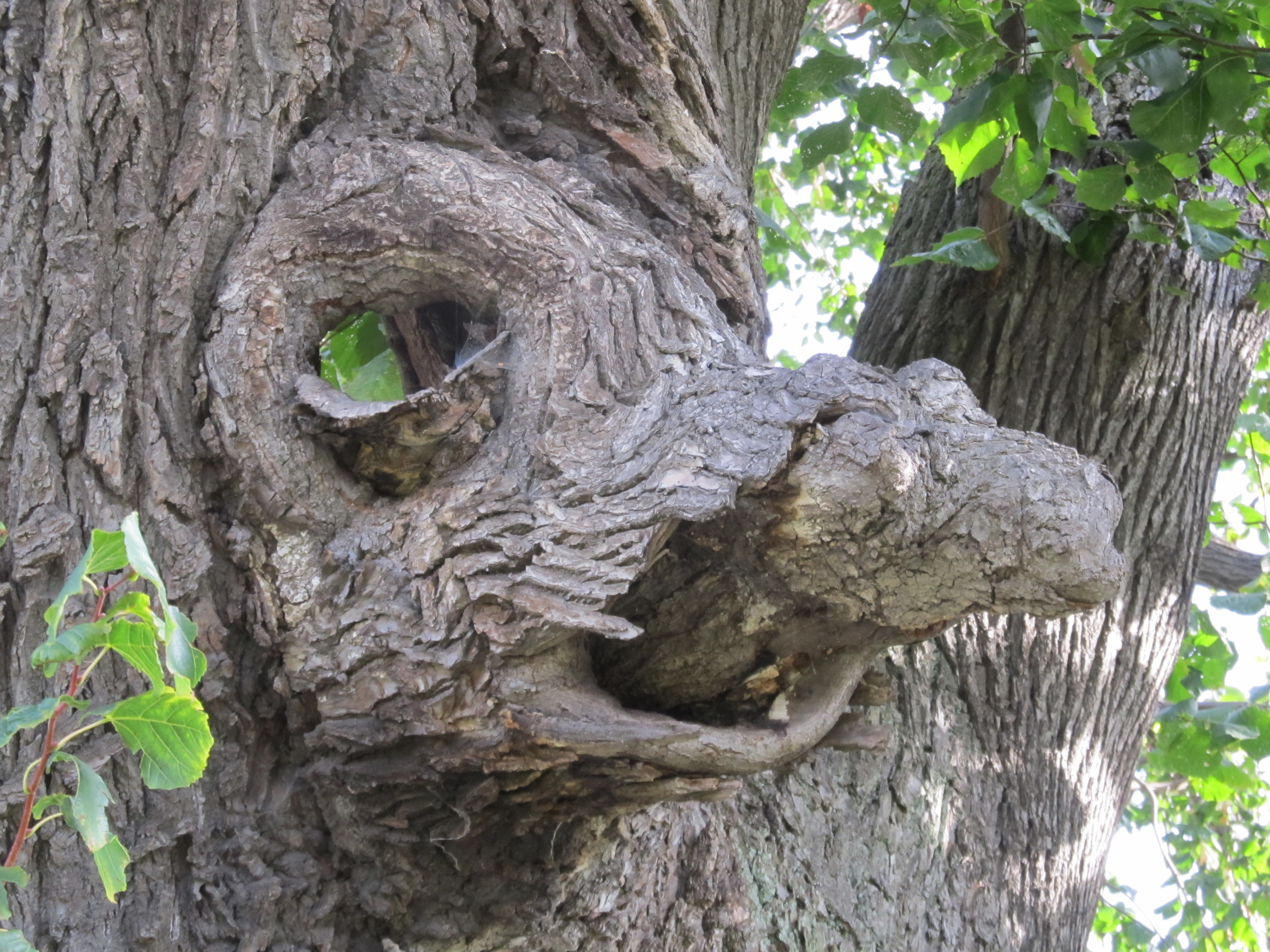
Baumgesicht – Detail am Stamm

Der Baum wurde in den letzten Jahren auf verschiedenen Höhen gemessen. Der Umfang um den Wurzelstock beträgt 15,5 und in 1,5 Meter Höhe 10,9 Meter. Der Forstwissenschaftler Hans Joachim Fröhlich gab für das Jahr 1994 in 1,3 Metern Höhe, der Stelle des sogenannten Brusthöhendurchmessers (BHD), einen Umfang von 10,70 Metern an. Der niederländische Forstwirt Jeroen Pater nannte im Jahr 1999 in Europas Alte Bäume, ebenfalls auf 1,3 Meter Höhe gemessen, einen Umfang von 10,50 Metern. In einer Broschüre des Staatlichen Umweltfachamts Radebeul, Baum-Naturdenkmale in der Region oberes Elbtal/Osterzgebirge aus dem Jahre 2004, ist ein Stammumfang von 11,15 Metern angegeben. Michel Brunner gab 2007 in Bedeutende Linden einen Umfang von 11,30 Metern an. Das Deutsche Baumarchiv ermittelte im Jahr 2001 an der Stelle des geringsten Durchmessers (Taille) einen Umfang von 10,46 und im Jahr 2010 in einem Meter Höhe von 11,58 Metern. Mit diesen Umfangsmaßen gehört die Linde nicht nur zu den umfangsstärksten Linden Deutschlands, sondern auch Europas.
Eine Jahresringzählung, beispielsweise mit Hilfe einer Bohrkernentnahme oder durch eine Bohrwiderstandsmessung mittels Resistograph, ist nicht möglich, da im Zentrum des Stammes das älteste Holz fehlt. Aus dem gleichen Grund ist eine Altersbestimmung über den Gehalt an radioaktivem Kohlenstoff (Radiokohlenstoffdatierung, auch 14C-Datierung genannt) nicht durchführbar; entnommene Proben stammen von einem viel jüngeren Holzgewebe. Das Alter der Linde kann deswegen nur annähernd bestimmt werden. Es gibt unterschiedliche Angaben in der aktuellen Literatur von 400 bis 800 Jahren. Das Deutsche Baumarchiv schätzte das Alter der Linde im Jahr 2012 auf 400 bis 600 Jahre. Hans Joachim Fröhlich nahm 1994 ein Alter von etwa 800 Jahren an. Michel Brunner schätzte sie 2007 auf 700 Jahre und Jeroen Pater im Jahr 2006 auf 500 bis 600 Jahre. In der Broschüre Baum-Naturdenkmale in der Region Oberes Elbtal/Osterzgebirge wird ein Alter von 600 bis 700 Jahren angegeben.

## LindenmuseumClara Schumann

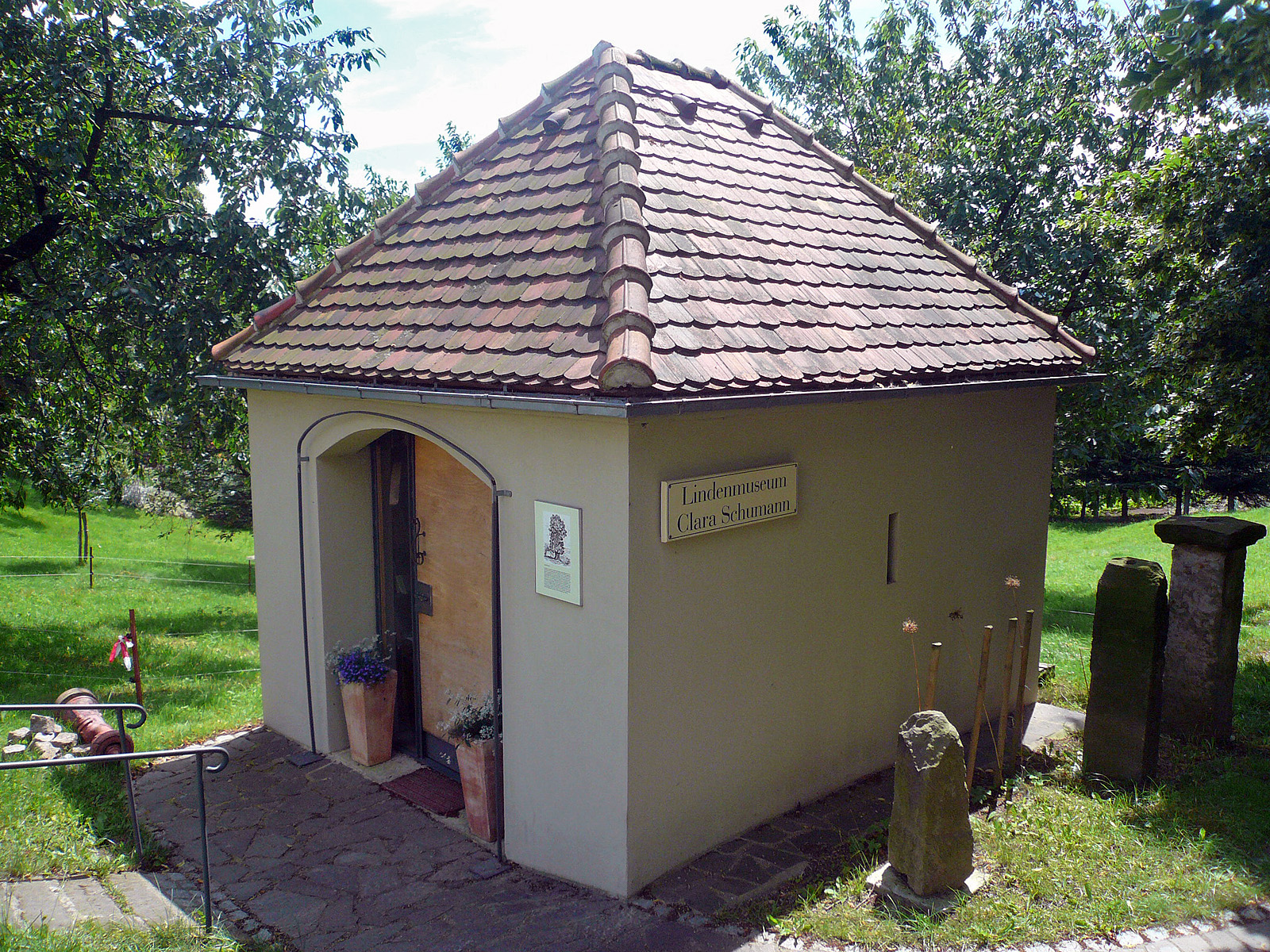
Lindenmuseum Clara Schumann

Das Lindenmuseum Clara Schumann befindet sich direkt neben der Linde. Das nach der Pianistin Clara Schumann, die einige Male zur Linde gewandert ist, benannte Museum ist ständig geöffnet und frei zugänglich. Der erste Nachweis über das Gebäude, eine Zeichnung der Linde in der Bergblume, stammt aus dem Jahre 1888, in dem es als Spritzenhaus diente. Davon ist noch die Aufhängevorrichtung für Löschschläuche im Dachstuhl erhalten. Ab 1992 wurde es als Poststelle von Schmorsdorf genutzt. Davon zeugt noch das vergitterte Fenster auf der Rückseite. Es wurde am 27. Mai 2006 eingeweiht. Mit einer Ausstellungsfläche von 6,85 Quadratmetern untertrifft es das Schillerhäuschen in Dresden und gilt als kleinstes freistehendes Museum Sachsens, eventuell sogar Deutschlands. Zudem ist es das einzige Museum über eine Linde in Deutschland und über die Pianistin Clara Schumann. Bürger des Ortsteils bauten das Museum mit Unterstützung von Firmen aus der Umgebung aus. Auf vier großen Schautafeln wird die Geschichte der Linde und der Ortschaft Schmorsdorf erzählt. Die Schautafeln enthalten Auszüge aus dem Protokollbuch des Schmorsdorf-Crottaer Gemeindevorstands, in dem die wichtigsten Ereignisse, die das Dorf betrafen, von 1874 bis zum 20. Januar 1954 aufgezeichnet sind. Auch Clara Schumann wird auf Schautafeln gewürdigt. Das Angebot wird mit einem Film vom Heimatfest 700 Jahre Maxen von Ernst Hirsch aus dem Jahre 1955 auf einem Fernsehgerät im Dachstuhl des Gebäudes ergänzt.

## Erzählungen
Die Linde in der Mitte des Dorfes ist seit Jahrhunderten Bestandteil des Dorflebens mit vielen Erzählungen, Sagen und Bräuchen. Früher sollen unter der Linde Versammlungen des Gemeindegerichts stattgefunden haben, was sich aber wegen fehlender schriftlicher Zeugnisse nicht belegen lässt. Die Linde soll demjenigen pro Jahr einen Wunsch erfüllen, der sich ganz ruhig unter sie setzt. Bei Hochzeiten stellen sich die Brautpaare mit der Hochzeitsgesellschaft vor der Linde für ein Gruppenfoto auf. Die Toten des Ortes werden auf ihrem letzten Weg an der Linde vorbeigetragen.